# Partido Comunista Peruano
O Partido Comunista Peruano (PCP) é um partido político comunista do Peru, fundado  por José Carlos Mariátegui, em 1928, com denominação Partido Socialista Peruano.
Em 1930, seu nome foi alterado para Partido Comunista Peruano. É também referido como PCP-Unidade, para distingui-lo de outros partidos de nomes semelhantes, como o PCP - Patria Roja, o PCP - Bandera Roja  e o PCP - Sendero Luminoso.